# Picconia tenuiseta
Picconia tenuiseta là một loài ruồi trong họ Tachinidae.